# Richard Lucas
Richard Saville Clement Lucas (ur. 27 lipca 1896 w Marylebone, zm. 29 maja 1968 w Gosport) – brytyjski wioślarz i oficer, srebrny medalista olimpijski. 
Kształcił się na Uniwersytecie Oksfordzkim. W 1921 brał udział w The Boat Race; osada Oksfordu poniosła porażkę.
Wystąpił na igrzyskach olimpijskich w Antwerpii w 1920, gdzie Brytyjczycy w składzie: Ewart Horsfall, Guy Oliver Nickalls, Richard Lucas, Walter James, John Campbell, Sebastian Earl, Ralph Shove, Sidney Swann i Robin Johnstone zdobyli srebrny medal w ósemkach. W finale o 0,8 sekundy wyprzedziła ich reprezentacja USA. Był to jego jedyny start olimpijski.
W trakcie I wojny światowej wstąpił do British Army, otrzymując przydział w Royal Artillery w stopniu podporucznika.